# Morti nel 130 a.C.
| Questa pagina contiene informazioni ricavate automaticamente dalle voci biografiche con l'ausilio del template Bio e di un bot. L'aggiornamento è periodico e automatico e ricostruisce completamente la pagina. Se manca una persona in questa lista, sei pregato di non aggiungerla, ma accertati piuttosto che la sua voce biografica contenga il template Bio e che i dati anagrafici siano correttamente compilati. Se il template Bio manca, inseriscilo tu stesso o, in alternativa, metti l'avviso {{tmp\|Bio}} che ne segnala la mancanza. Se i dati riportati sono sbagliati, correggi direttamente la voce biografica; le modifiche saranno visibili in questa lista entro pochi giorni. Per chiarimenti vedi il progetto biografie. La lista contiene solo le 6 persone che sono citate nell'enciclopedia e per le quali è stato implementato correttamente il template Bio. Pagina aggiornata al 27 gen 2025. |

- 7 febbraio - Marco Pacuvio, drammaturgo, poeta e pittore romano (n. 220 a.C.)
- Appio Claudio Pulcro, politico e militare romano
- Publio Licinio Crasso Dive Muciano, politico romano
- Menandro I, sovrano indiano
- Tolomeo Menfite, principe egizio (n. 144 a.C.)
- Tolomeo di Commagene, re (n. 210 a.C.)